# Paate
Paate – wieś w Estonii, w prowincji Virumaa Wschodnia, w gminie Kohtla.